# Good Morning, Babylon
Good Morning, Babylon ist ein knapp zweistündiger, 1986 entstandener italienisch-amerikanisch-französischer Monumentalfilm, gestaltet als „lyrisches Märchen“ in „zum Teil schwelgerischer Bilderpracht“. Unter der Regie der beiden Taviani-Brüder Vittorio und Paolo spielt ein internationales Schauspiel-Ensemble (Vincent Spano, Joaquim de Almeida, Greta Scacchi und Désirée Becker) die Hauptrollen.

## Handlung
Die Handlung startet zu Beginn des 20. Jahrhunderts. In der Toskana arbeiten die beiden Brüder Nicola und Andrea Bonanno als Restauratoren in der Firma ihres Vaters. Soeben haben sie die Plastiken der Kirche Santa Maria die Miracoli grundüberholt und ihren alten Glanz wieder zum Vorschein gebracht. Trotz hervorragender Arbeit muss bald darauf die Firma des Alten schließen, denn es gibt kaum Aufträge mehr. “Babbo” Bonanno zieht sich aufs Land zurück, und die Brüder überlegen, wie es mit ihnen nun weitergehen soll. Sie folgen schließlich dem Strom zahlreicher auswanderungswilliger Europäer und schiffen sich 1911 in die Vereinigten Staaten ein. Der Neubeginn in der “Neuen Welt” ist hart und entbehrungsreich, und die Brüder beginnen, sich ihre ersten Dollars als Schweinehirten zu verdienen. Doch weder dieser Job noch weitere Aushilfstätigkeiten im Italienerviertel von San Francisco sind befriedigend und führend zu dem von Nicola und Andrea angestrebten Reichtum, mit dem sie eines Tages wieder nach Italien heimzukehren beabsichtigen. Als sie von einer sich allmählich entwickelnden Filmindustrie in Los Angeles hören, entschließen sich die beiden, in Richtung Süden weiterzuziehen, und landen schließlich in Hollywood, einer Filmstadt, die noch im Entstehen begriffen ist.
Man schreibt das Jahr 1915, und die Begegnung mit dem ambitioniertesten und anerkanntesten Regisseur der noch in den Kinderschuhen steckenden Kinobranche, David Wark Griffith, soll beider Leben komplett auf den Kopf stellen. Griffith, der gerade mit seinem Monumentalwerk Die Geburt einer Nation zu Weltruhm gelangt ist, plant mit Intoleranz ein noch monumentaleres Werk, mit dem er vier Episoden der Menschheitsgeschichte nacherzählen will. Gleich die erste Episode wird das antike Babylon behandeln, und dafür benötigt er zwei fähige Skulpteure. Da kommen ihm die beiden ausgebildeten Steinmetze aus Italien gerade recht. Mit einer monumentalen Elefanten-Skulptur beweisen Nicola und Andrea Bonanno ihr ganzes Können. Parallel zur Arbeit stellt sich auch die Liebe ein, als die Brüder eines Tages die beiden hübschen Statistinnen und Tänzerinnen Edna und Mabel, die eng miteinander befreundet sind, kennenlernen. Es kommt zur prunkvollen Doppelhochzeit am Filmset, doch dann stirbt die schwangere Edna im Wochenbett. Damit beginnt das große Unglück der beiden Bonannos. Ednas Tod entzweit Andrea und Nicola. Nicola sieht keinen Sinn mehr, länger in den USA zu bleiben, und entscheidet sich zur Heimkehr nach Italien, um für sein Land in den Krieg zu ziehen. Andrea sieht sich ohne Nicola regelrecht amputiert und folgt seinem Bruder in das mörderische Unglück, das nur den Tod bereithalten kann … 

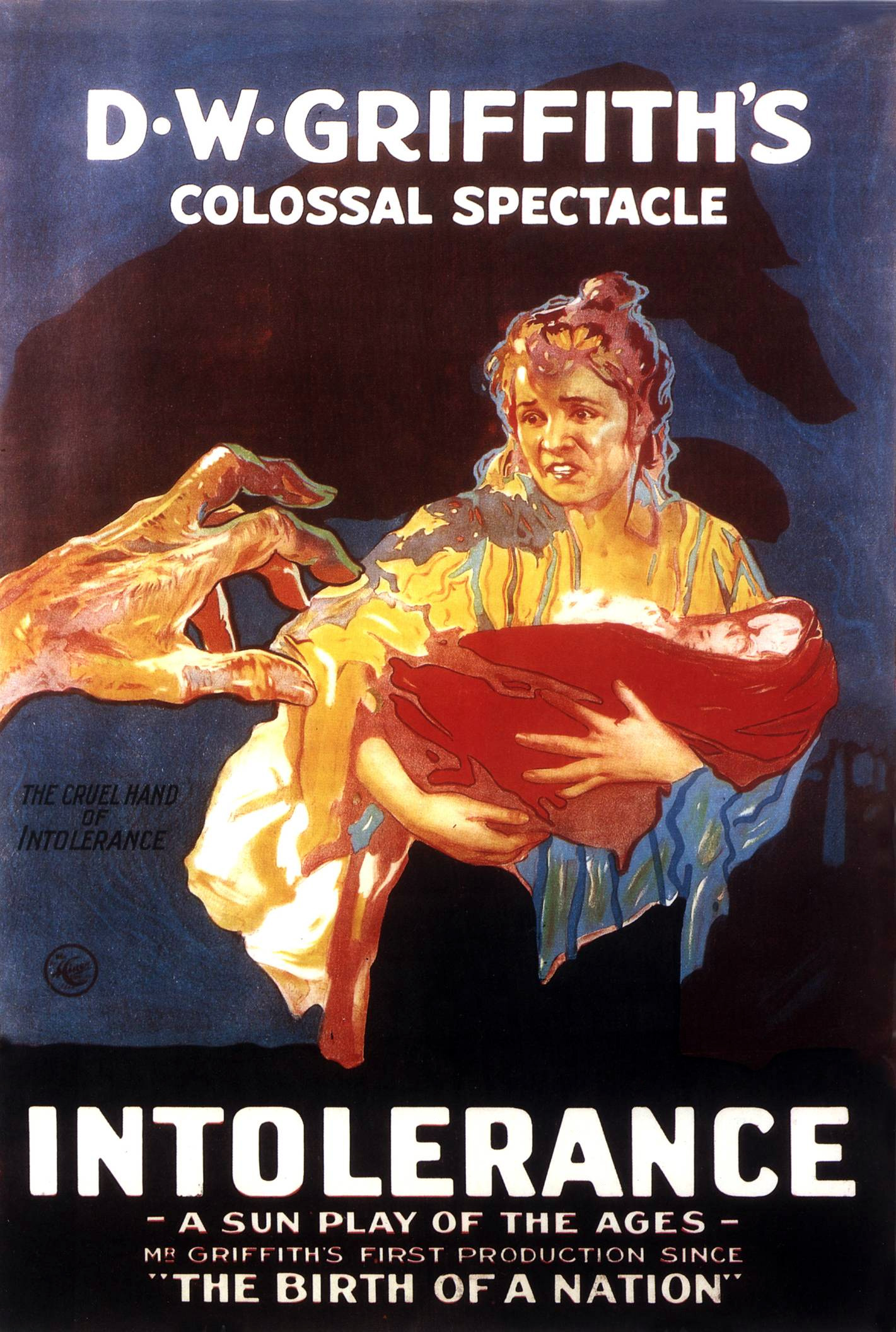
Spielt eine Schlüsselrolle in dieser Geschichte: D. W. Griffiths Monumentalfilm Intoleranz

## Produktionsnotizen
Good Morning, Babylon wurde am 13. Mai 1987 im mitproduzierenden Frankreich uraufgeführt. In Italien, der Heimat der beiden Taviani-Brüder, lief der Film am 17. September desselben Jahres an, in den USA bereits am 15. Juli 1987. Die deutsche Premiere fand erst am 28. Januar 1988 statt.

## Kritiken
Der wohl bekannteste und aufwendigste Film der Taviani-Brüder fand international starke Beachtung und wurde, mit einigen Einschränkungen, nahezu durchgehend positiv besprochen. Nachfolgend mehrere Einschätzungen:
Der Spiegel befand: „Unübersehbar nimmt dieser Brüder-Film … Autobiographisches als Märchenstoff, und diese Bilderbuch-Naivität macht ihn heiter und liebenswert. Doch er ist auch schwer mit Ideen über Fortschritt und Tradition, Kunst, Kino und Leben befrachtet, und dieses Pensum an bebilderten Meinungen über europäische Hochkultur und amerikanisches Show-Business hindert die Phantasie der Taviani-Brüder immer wieder daran, sich zu ihrer wirklichen Pracht zu entfalten. So ist ihnen vor lauter guten Absichten statt eines großen Traums von Hollywood  … nur eine angestrengt verspielte Träumerei gelungen.“
In Die Zeit hieß es: “Wie bei Griffith speisen sich die Utopien der Taviani aus der Vergangenheit. Ihr Kino hat das Gedächtnis eines Elefanten, es bewahrt die Kontinuität der Geschichte. In Hollywood angekommen, preisen sich die beiden Brüder als Nachfahren von Michelangelo und Leonardo da Vinci an. Natürlich ist "Good Morning, Babylon" in erster Linie ein Märchen, das von der Kunst und ihren Träumen handelt.”

„[Tavianis] in amerikanisch-italienischer Koproduktion hergestelltes Großprojekt „Good Morning, Babylon“ war eine sehnsüchtig-melancholische Rückschau auf die Geburtsstunde des Hollywood-Films, eine fotografisch starke, melancholische und trotz ihrer optischen Opulenz durchaus sozialbewußte Charakter- und Zeitstudie. Tavianis gestalterische Strenge war jedoch einer eloquenteren, massentauglicheren Form gewichen … .“

Die Fachzeitschrift Cinema sah in dem Film „eine Meditation über das Zusammenspiel von kollektiven Träumen und individuellem künstlerischen Schaffen.“ Zwar wurde das letzte Drittel des Monumentalfilms als „mit opernhaften, schwer nachvollziehbaren Gefühlen und einer bedeutungsschwangeren Symbolik überfrachtet“ angesehen. Dennoch fiel das Résumé sehr wohlwollend aus: „Ihrer großen Liebe zum Kino und zum Film verleihen die Tavianis überschwenglich Ausdruck. So wird man die dramaturgischen Holprigkeiten und steifen Sermone gegen Ende schnell vergessen.“
Im Lexikon des Internationalen Films heißt es: „Ein vielschichtiger, stilistisch souverän erzählter Diskurs um Filmkunst, Konfrontation des alten Kontinents mit Amerika und um menschliche Schicksale in den Wirren der Geschichte. Der Film ist vor allem in seinen poetischen Sequenzen brillant, erreicht aber nicht die Tiefe und Geschlossenheit von früheren Werken der Brüder Taviani.“